# Fahrzeuggerät LZB 80E
Das Fahrzeuggerät LZB 80E ist Teil der Fahrzeugeinrichtung der Linienförmigen Zugbeeinflussung von Schienenfahrzeugen. Das Fahrzeuggerät wird vom Konsortium LZB 80 (Siemens und Alcatel, ab 2006 Thales) entwickelt und produziert.

## Beschreibung
Das Fahrzeuggerät LZB 80E ist eine Weiterentwicklung des Fahrzeuggerätes LZB 80/16. Ziel der Entwicklung war eine kompaktere und leichter integrierbare Lösung, insbesondere in Steuerwagen und Triebwagen. Kern des Fahrzeuggerätes ist ein sicherer 2v3-Rechner mit Schnittstelle zum Multifunction Vehicle Bus (MVB). Weitere Komponenten des Fahrzeuggerätes sind die Schnittstellen-Baugruppen für Linienleiterübertragung, PZB-Funktionen, digitale Ein-/Ausgänge und Weg- und Geschwindigkeitsmessung, die über einen CAN-Bus mit den Rechnerkernen verbunden sind. Die MVB-Schnittstelle, die Linienleiterschnittstelle, die Bremsschnittstelle und die Schnittstellen zu den Wegimpulsgebern sind wie bei der LZB 80/16 ausgeführt, so dass eine Funktionskompatibilität hergestellt werden konnte. Darüber hinaus wurde eine zusätzliche Schnittstelle zu Radarsensoren vorgesehen, um die Ortungsverfügbarkeit der Wegmessung bei modernen Schienenfahrzeugen mit kontinuierlicher Antriebsschlupfregelung zu verbessern. Über die MVB-Schnittstelle können sowohl konventionelle Leuchtmelderbilder in einer modularen Führerraumanzeige als auch ein Display angesteuert werden. Lediglich der sicherheitsrelevante Leuchtmelder „Ü“ wird über eine Relaisschnittstelle angesteuert.
Das gesamte Fahrzeuggerät ist in drei 19"-Baugruppenträgern untergebracht. Zur Vermeidung von Störungen auf und durch andere im gleichen Schrank untergebrachte Geräte sind die Baugruppen EMV-fest ausgeführt.
Fahrzeuggeräte LZB 80E können mit Streckeneinrichtungen folgender Zugbeeinflussungssysteme zusammenarbeiten:
- PZB 90
- LZB L72
- CIR-ELKE 1

## Einsatz
Erstmals wurden Fahrzeuggeräte LZB 80E auf den Lokomotiven der ÖBB-Baureihe 1216 eingesetzt.
Über eine zusätzliche Schnittstelle kann das Fahrzeuggerät LZB 80E auch als Specific Transmission Module für ETCS eingesetzt werden. Dies wurde erstmals bei 64 Fahrzeuge der Renfe-Baureihen 102 und 103 ausgeführt. Da das Fahrzeuggerät bei Ausfall der ETCS-Fahrzeugeinrichtung oder bei deren Abschaltung weiterhin eigenständig im sogenannten „Stand Alone Betrieb“ betrieben werden kann, wird es auch als Semi-STM bezeichnet.